# Suppiluliuma 2.
Suppiluliuma 2, søn af Tudḫaliya 4., var den sidste kendte konge af Hittitterne, og regerede fra ca. 1207 f.Kr. – 1178 f.Kr., samtidig med Tukulti-Ninurta 1. fra det Middelassyriske Rige.